# Christian Otto Mohr

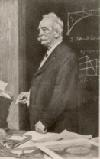
Christian Otto Mohr.

Christian Otto Mohr (Wesselburen, 8 de octubre de 1835-Dresde, 2 de octubre de 1918) fue un ingeniero civil alemán, uno de los más célebres del siglo XIX.

## Vida
Mohr pertenecía a una familia terrateniente de Wesselburen en la región de Holstein y estudió en la Escuela Politécnica de Hanóver.
A principios de 1855, durante su vida laboral temprana estuvo trabajando en proyectos de ferrocarriles para los estados de Hanóver y Oldenburg, diseñando algunos puentes famosos y creando algunas de las primeras armaduras de acero.
Todavía en sus primeros años construyendo líneas de ferrocarriles, Mohr se sentía muy interesado por las teorías de la mecánica y de la resistencia de materiales, y en 1867 fue nombrado profesor de mecánica en el Politécnico de Stuttgart y en 1873 en el Politécnico de Dresde. Mohr tenía un estilo directo y sencillo, que era muy popular entre sus estudiantes.

## Logros científicos
En 1874, Mohr formalizó la idea, hasta entonces solo intuitiva, de una estructura estáticamente indeterminada.
Mohr fue un entusiasta de las herramientas gráficas y desarrolló un método para representar visualmente tensiones en tres dimensiones, que previamente había sido propuesto por Carl Culmann. En 1882, desarrolló el método gráfico bidimensional para el análisis de tensión conocido como círculo de Mohr y lo usó para proponer la nueva teoría de resistencia de materiales, basada en el esfuerzo cortante. También desarrolló el diagrama Williot-Mohr para el desplazamiento de armaduras y la teoría de Maxwell-Mohr para el análisis de estructuras estáticamente indeterminadas.
Se retiró en 1900 y murió en Dresde en 1918.